# おニャン子クラブ事件
おニャン子クラブ事件（おにゃんこくらぶじけん）とは、氏名や肖像を使用したカレンダーを無断で発売した業者を相手取って、おニャン子クラブのメンバーが損害賠償とカレンダー販売の差止めと廃棄を求めて提訴した事件。パブリシティ権を確立することとなる判決が出された事件として知られる。

## 概要
1985年4月にフジテレビのバラエティ番組『夕やけニャンニャン』でデビューし、大ブレイクした「おニャン子クラブ」のメンバーは、その氏名及び肖像をテレビ局に対して独占的に使用許諾をしていた。しかし、カレンダーの販売業者が翌1986年9月頃からおニャン子クラブのメンバーの氏名と写真を掲載したカレンダーを無断で製造・販売しだした。
これを受けて、おニャン子クラブのメンバー5人は、人格権・財産権としての氏名権・肖像権の侵害であるとして、この業者に対しカレンダーの販売行為差止め及び廃棄並びに損害賠償の請求を行った。
1991年9月26日の東京高等裁判所判決では、「芸能人の氏名・肖像がもつかかる顧客吸引力は、当該芸能人の獲得した名声、社会的評価、知名度等から生ずる独立した経済的な利益ないし価格として把握することが可能」として、顧客吸引力のもつ経済的な利益ないし価値を排他的に支配する財産的権利をメンバーが有する事を認め、この財産的権利に基づいて、請求どおり、業者に対してカレンダーの製造販売行為の差止めとその廃棄、そして損害賠償を命じた。
本判決はパブリシティ権の意味内容を明確にした、重要な判決と位置づけられており、これによりパブリシティ権侵害に基づく差止請求が裁判上定着していくこととなった。
一方、人格的利益については「社会的に許容される方法、態様等による使用行為については、当該芸能人の周知性を高めるものではあっても、その人格的利益を毀損するものとは解し難い」として、「人は自己の氏名・肖像を、自己の意思に反してみだりに使用されないことについて、法律上保護される人格的利益を有している」としていた1990年12月1日の東京地方裁判所判決を取り消している。

## 参考リンク
- おニャン子クラブ事件 - 日本音楽事業者協会
- おニャン子クラブ事件 - 日本インターネット協会